# 国鉄キハ90系気動車

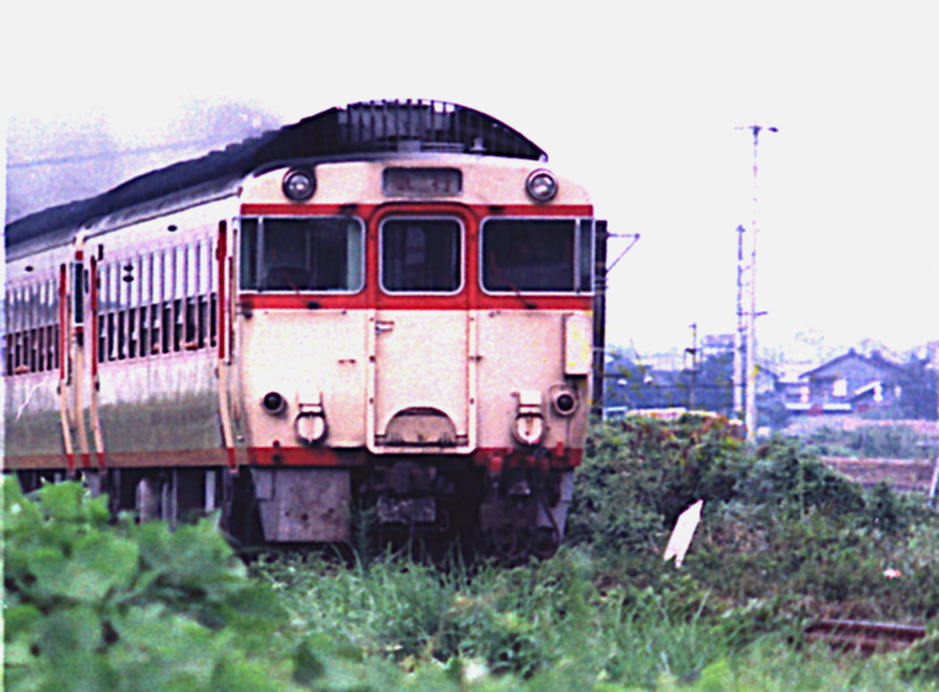
キハ91を使用した急行「のりくら」

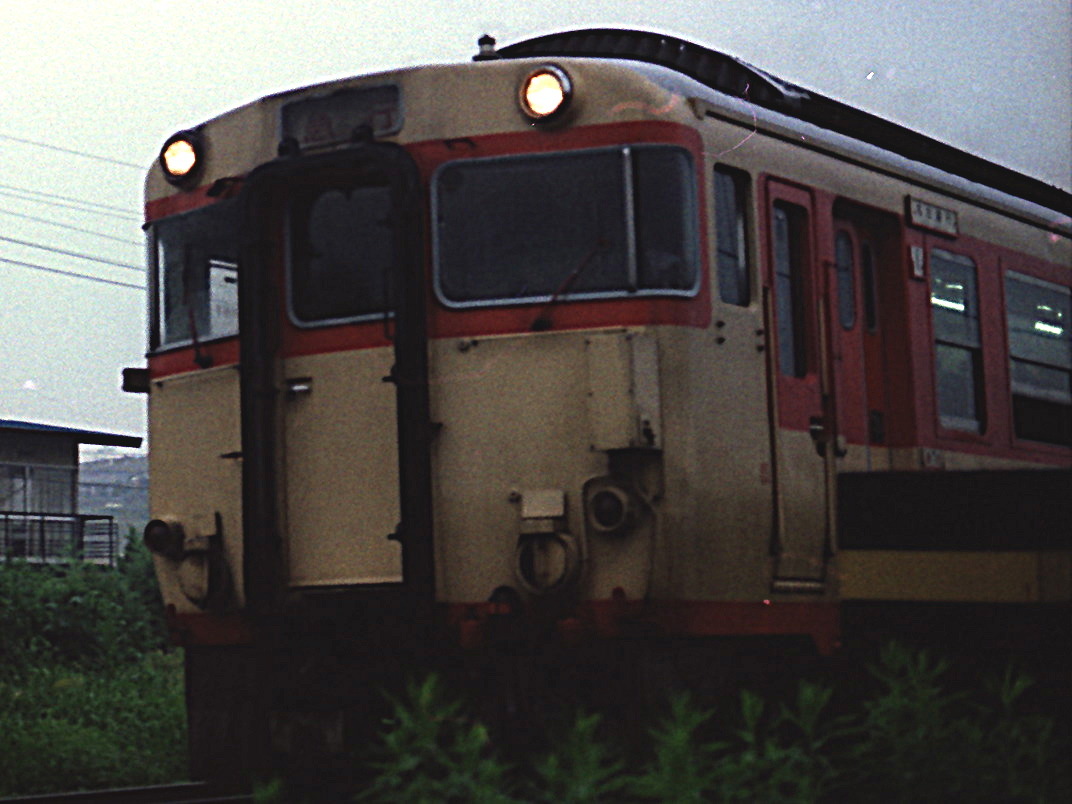
キハ91先頭車拡大

キハ90系は、日本国有鉄道（国鉄）が新系列強力型気動車の試作車として設計・製造した急行形気動車である。定期列車としての運行開始後は、動力車が全てキハ91形を称したことからキハ91系とも称された。

## 開発経緯
1950年代から国鉄気動車の標準型エンジンとして採用されていたDMH17系エンジンは、元々戦前にメーカー3社の競争試作を経て設計された副燃焼室式機関であった。このDMH17系エンジンは第二次世界大戦後に国鉄で標準型ディーゼルエンジンとして採用された後、液体式変速機との組み合わせで総括制御による長大編成化を実現したキハ45000形（後のキハ17形）を基幹形式とする一連の液体式気動車シリーズが開発されていた段階で、液体式変速機の特性から勾配区間で低効率となり、20パーミル以上の勾配線区で均衡速度が著しく低下することが判明していた。このため、御殿場線や関西本線といった連続急勾配区間を擁する路線で使用するには出力が不足していた。
後にキハ17系と総称されることになるこれらの気動車シリーズが開発されていた1950年代初頭の段階では、ようやくこのDMH17系エンジンの量産・実用化が軌道に乗ったばかりであり、シリンダーヘッドの設計変更などにより10 PS 程度の出力向上策を講じるのが精一杯で、新型の気動車用大出力エンジンの開発を行える状況にはなかった。また液体式変速機そのものも、出力200 PS 程度までの機関に対応する振興造機TC-2および新潟コンバーター（新潟鐵工所 → 日立ニコトランスミッション）DF115の2機種がそれぞれスウェーデンとアメリカからの技術ライセンス導入によってようやく量産化に成功したばかりで、少なくともこの時点では床下に機関、放熱器、変速機、燃料タンクを収める必要のある20 m 級量産気動車用として、DMH17系エンジン+TC-2あるいはDF115液体式変速機、というコンポーネントの組み合わせ以外に有力な選択肢が存在しなかった。
そこで、気動車導入を強く求めるこれらの線区の要望に応えるべく、国鉄工作局は不足する出力を確保するため、DMH17系エンジン+液体式変速機（加えて放熱器と燃料タンクも）を各車両に2セットずつ走行用として搭載する、というキハ17系の設計時に参考にされたアメリカ・バッド社製RDC（英語版）の機器構成を踏襲した策が採られた。この案に沿った強力形気動車として最初に完成したのがキハ44600形（後にキハ50形へ改称。1954年製）である。この試作要素を多分に含んだ2エンジン車は性能面で期待通りの成果が得られたものの、1エンジン車用のコンポーネントをそのまま二組配置したため、車体長22 m、台車心皿中心間隔15,700 mm と長大な車体となり、分岐器の通過に制約が生ずる結果となった。このため、2エンジン搭載車の量産形式となったキハ44700形（後のキハ51形）ではプロペラシャフトと冷却系の設計見直しにより全長の短縮が図られ、台車心皿中心間隔が14,300 mm に縮小され、ここにようやく全国で普遍的に運用可能な2エンジン車が完成した。
かくして量産が開始された2エンジン搭載車は、出力に余裕が生じたこともあって車体の大型化を可能とし、キハ44800形（後のキハ55形）を基幹形式として後にキハ55系と総称されることになる、従来よりも200 mm 拡幅して客車や電車並みの2,800 mm 幅とした大型車体を備える準急用気動車シリーズが実用化された。これにより、従来は接客設備の貧弱さから普通列車に充当するのが精一杯であった気動車の可用性が大幅に拡大されることとなった。
こうして優等列車への進出を開始した国鉄気動車であったが、この2エンジン搭載車にも問題があった。エンジンと変速機を2組ずつ搭載するため保守コストや車両製作コストが大幅に増加し、しかも床下の艤装スペースがほぼ全てこれらの機関によって占有されるため、車体長を一般的な客車・電車よりも長くせねばならず、それを行ってさえ追加で新たなサービス機器を搭載するスペースが得られなくなったのである。これは、冷房装置などのサービス電源供給用に発電機の搭載を必要とする特急用気動車の開発にあたって、深刻な問題となった。
こうしたDMH17系エンジンを採用し続けることで発生する諸問題を、気動車開発を担当する国鉄工作局は早い段階で把握していた。そして、DD13形ディーゼル機関車用として370 PS 級のDMF31S形エンジンが開発・実用化された1950年代後半以降、このエンジンを気動車用に転用する構想が浮上する。元来、このDMF31S系エンジンは戦前に開発されていた電気式気動車のキハ43000形用に開発されていた横形機関（DMF31H形（240 PS / 1,300 rpm））にルーツを持つとされるため、その転用構想は一種の原点回帰とでも言えるものであった。1960年にDMF31Sを横形エンジン（水平シリンダー）に設計変更したDMF31HSA形エンジン(400 PS / 1,300 rpm)が完成し、これを搭載するキハ60系気動車が試作された。
エンジン以外にも2軸駆動、ディスクブレーキ、戸袋不要の外吊り扉など、様々な新機軸を盛り込んで開発されたこのキハ60系であるが、成功を収めることは出来なかった。エンジンそのものがシリンダー横置きによる潤滑不良が原因でピストン焼きつきなどの不調を頻発させたのに加え、この開発においてエンジンと並ぶ最重要コンポーネントである新設計のDW1直結2段液体式変速機において、直結2段変速の切り替え時に発生する大きな衝動を解決出来なかったためである。直結2段液体式変速機は、その名が示すように従来の液体式変速機の直結段に2段切り替えの機械式変速機を組み合わせたものだが、ある程度のタイミングや回転数のずれを吸収可能な液体式変速段とは異なり、設計当時の技術では機械式変速機による直結段について各車の変速タイミングを同期させるのが難しく、切り替え時に各車の速度/牽引力の不一致から大きな衝動が発生した。このような事情から、キハ60系はわずか3両で製造中止となり、最終的に同系列は機関と変速機を標準品のDMH17系エンジンとTC-2あるいはDF115液体式変速機へ交換し、キハ55系相当に改造されてしまった。
この間、開発が急がれていた特急形ディーゼルカーキハ80系は従来どおりDMH17系エンジンを横形に設計変更した上で2基搭載（サービス電源用の発電セットを搭載する先頭車は走行用機関を1基搭載）されることとなり、キハ60系の開発成果で活かされたのは二重床構造をはじめとする騒音・振動対策やディスクブレーキ付き空気ばね台車、それに横形シリンダー機関のオイル潤滑ノウハウなどに留まった。
もっとも、国鉄工作局は大出力エンジン、およびこれに対応する変速機の研究を諦めた訳ではなかった。1965年（昭和40年）にはDMF31HSAの反省と教訓から新規設計された大出力エンジンの実現の目途が立ち、翌1966年（昭和41年）には2種類の新形エンジンを搭載する新系列気動車の競争試作が決定された。こうして開発されたのが本系列である。

## 製造
まず1966年（昭和41年）に、DMF15HZA形300 PS エンジン1基を搭載するキハ90形と、DML30HSA形500 PSエンジン1基を搭載するキハ91形を1両ずつ製造し、出力の異なる2種類の機関の性能比較が行われた。
千葉鉄道管理局管内を中心に実施された評価試験の結果、300 PSエンジンは山岳線区で1両につきエンジン2基を搭載する必要があったため、1基あたりの出力が大きい500 PS エンジンを1基搭載し、同程度の編成出力でも編成全体のエンジン数を少なくしたほうがコスト的に有利で、しかも500 PS エンジン1基搭載車の場合、将来の冷房化の際には発電セットを床下搭載することが可能な点でもメリットがあると判断された。この結果、500 PS 級のDML30HSAが国鉄気動車の次代を担う新系列気動車用機関として正式採用された。
その後、この新しい大出力エンジンを搭載した気動車を営業列車に投入して長期的な性能試験が行われることになった。このため、急行列車1編成として営業運転が可能な両数の量産試作車を用意する必要が生じ、1967年（昭和42年）7月28日から同年7月31日にかけてキハ91形量産試作車7両と、特急形気動車製造の際に食堂車等の優等車を付随車とするためのデータ取得、また急行列車での一等車需要を考慮して、一等付随車であるキサロ90形3両がそれぞれ製造された。

## 車種構成
以下の3形式合計12両が製造され、その内1形式1両が改造で形式変更された。それぞれの概要は以下のとおり。

### キハ90形
DMF15HZA形エンジンとDW3B形変速機を備える。台車はDT35・TR205。1966年（昭和41年）4月7日に新潟鐵工所でキハ90 1が1両のみ製造された。各種試験の後は出力差から予備車扱いが続いたが、1971年（昭和46年）に中央西線での運用で問題となった出力不足に起因する勾配均衡速度の低下を解決すべく、キハ91形と同一スペックのエンジン・変速機に交換され、キハ91 9となった。

### キハ91形

#### キハ91 1
DML30HSA形エンジンとDW4A形変速機を備える。台車はDT36・TR205。1966年3月28日に1が富士重工業で製造されてキハ90形と比較検討され、その結果本形式が優位と判定されて量産試作されることとなった。

#### キハ91 2 - キハ91 8
キハ91 1をプロトタイプとする量産試作車として、1967年7月に7両（2 - 8）が新潟鐵工所（2・3）・富士重工業（4 - 6）・日本車輌製造（7・8）の各社で製造された。DML30HSB形エンジンとDW4B形変速機を備える。台車はDT36A・TR205A。いずれもキハ91 1のものの改良形である。キハ91 2 - 7は冷房準備車として製造され、AU13形冷房装置を簡単に取り付けられる構造となっていた。中央西線での運用を前提に床下機器には耐寒耐雪装備が施され、冷房装置取り付けスペースの間には補助送風機が追加搭載（1、キハ90にも後に追加搭載）されており、特に低速での高負荷運転が連続する際に冷却力が不足する自然通風式放熱器の問題点は、この時点で既にある程度把握されていたと推測される。一方、キハ91 8は来るべき特急形のためのデータ取得を目的として、屋根上の放熱器間にAU13A形分散式冷房装置を7基、床下に自車1両分の冷房電源用として三菱重工業製4DQ-11P形ディーゼルエンジン駆動によるDM72形発電機を搭載した。

#### キハ91 9
1971年、出力が異なり運用上ネックとなっていたキハ90 1が前述のとおりエンジンと変速機を換装して本形式に編入され、キハ91 9と改番された。DML30HSB形エンジンとDW4C形変速機を備える。台車はDT35・TR205をそのまま使用しているため、1軸駆動のままである。

### キサロ90形
営業運行での試験に備え、1967年7月にキハ91 2 - キハ91 8とともに3両（1 - 3）が日本車輌製造（1・2）と新潟鐵工所（3）で製造された一等車である。車体構造は3枚折戸を備える以外は同時期のキロ28形に準じるが、編成全体のエンジン出力に余裕があり、また特急形のためのデータ取得の必要から付随車となった。このため、台車は前後ともTR205Aで、屋根上には放熱器が搭載されておらず、大きな窓と相まって編成中では目立つ存在であった。3両共にAU13A形分散式冷房装置6基と、床下に4DQ形冷房電源を搭載している。

## 車体
新開発の大出力機関や変速機などの性能を評価するための試作車であるが、キハ55系に準じた車体を備えて新造されたキハ60系と同様に、キハ58系の基本構成を踏襲する21 m 級（車体長20.8 m、全長21.3 m）鋼製車体を備える。
もっとも、側窓はキハ58系とは異なり、急行形電車で広く使用されていた外バメの2段式（下段上昇・上段下降）ユニット窓が採用され、さらに最初の試作車2両ではキハ60系以降に設計された特急形気動車、つまりキハ80系の設計も一部取り入れられ、丸みを帯びた固有の車体断面と前面形状が与えられている。しかし、この車体断面は、キハ91形量産試作車ではコストダウンの観点からキハ58形などと同様、側窓部分を水平面に対して垂直にした単純な構造に改められている。この量産試作車と同時に製作されたキサロ90形の側窓については、同時期のキロ28形やサロ165形などと同様、2枚ずつを一組にしたバランサー付きの1段下降式窓を採用している。
窓配置はキハ90形・キハ91形が全て片方の車端にのみ運転台を備える片運転台構成で、1dD1 10D1および1D10 1Dd（d:乗務員扉、D:客用扉、数字:窓数）、キサロ90形がD1 2 2 2 2 2 2 1D1および1D1 2 2 2 2 2 2 1Dとなっている。
なお、普通車の2形式については乗務員室は運転台側の車端に1枚小窓を置いて運転士のための十分なスペースを確保し、車掌台側は乗務員扉と客用扉の間に排気管を通している。また、客用扉は後述するように1台車2軸駆動の空気ばね台車とした関係で、キハ58系と同様の引戸を採用するとその戸袋が台枠の空気ばね座と干渉するため、これを回避する目的で、全車とも各側面の2箇所ずつに700 mm 幅の3枚折戸が設置されている。
座席は普通車であるキハの2形式は急行形普通車標準の固定クロスシートを、キサロ90形は急行形1等車標準の回転式リクライニングシートをそれぞれ備える。なお、キサロのシートピッチはキロ28 / 58形と同じ1,160 mm で、一端に車掌室を備える。キハ・キサロ共に全車両が2エンド側車端部に通路を挟んで和式便所と洗面所を備える。
前面はキハ58系などと同様、中央に貫通扉を備える丸妻3枚窓構成で、試作車2両が一体構造の大型曲面ガラスを採用し、量産試作車ではコストダウンに伴う車体断面変更の関係から、キハ45形やキハ58形1100番台以降などと同様の平面ガラスと隅部の曲面ガラスによる組み合わせに変更されている。
試作車2両は前照灯としてシールドビーム2灯を2,000 mm の間隔をあけて前面左右の幕板に振り分けて埋め込み設置とし、尾灯も同様に2,000 mm 間隔で左右腰板下部に取り付けている。これら2両は暖地形のシャッターのないタイフォンを装備し、特にキハ91 1の新製当初は、横長のグリルを持つ独自形状の大形タイフォンケースであったが、後にキハ90 1と同様の通常タイプのタイフォンに交換され、廃車までそのままとなっていた。
これに対し、キハ91形量産試作車では前照灯が同位置のままキハ58系と同様の車体から一段飛び出した形状の灯具に変更された。また、尾灯が形式図（図面番号DC0456）では試作車と同寸法で記載されていたが、完成した実車では大型の寒冷地型タイフォンとの干渉を避けてより外側に設置されている。
キハは全車とも運転台側妻面下部にスカートを備える。
運転台は人間工学に基づいて、マスコンハンドルとブレーキハンドルは新設計の前後操作式（前進：力行・後退：制動）と操作しやすいものとなった。制御指令信号は密着自動連結器の下部に取り付けられた空気管内蔵の専用電気連結器によって伝達される。ただし、制御指令信号線は在来形気動車と互換性がないため、異常時等にそれらとの併結運用が実施される可能性を考慮して、試作車2両では追加改造で、量産試作車では新造時から、制御指令信号を中継・相互変換する装置が搭載された。
塗装はいずれもクリーム4号をベースに窓周りと腰板下部、それに幕板上部に赤11号の帯を巻いた新造当時の国鉄急行形気動車標準色であるが、試作車は前面窓周りと側面の客用窓周りのみに赤帯を巻き、客用扉や乗務員扉周辺に赤帯がかかっていない。

## 主要機器

### エンジン
キハ90形のDMF15HZAは排気量15リットル、直列6気筒横置き、過給器（ターボチャージャー）、中間冷却器（インタークーラー）装備で連続定格300 PS / 1,600 rpm、最大出力355 PS / 2,000 rpm、キハ91形のDML30HSAは排気量30リットル、水平対向12気筒（180°V型12気筒）、過給器装備で連続定格500 PS / 1,600 rpm、最大出力590 PS / 2,000 rpm となっており、いずれもシリンダーボア140 mm、ストローク160 mm である。この仕様が示すとおり、これらはそのシリンダーブロックの設計が共通であり、既存のDMH17はもとより、DMF31系とも異なる、完全な新規開発品であった。
DML30HSAに比べて気筒数半減のDMF15HZAが、出力半減とならず60 % の定格出力を確保できたのは、インタークーラーによるものであるが、基本設計が戦前設計のDMH17をスケールアップしてターボ過給器対応としただけの副燃焼室式機関であることから、高負荷動作時には特に発熱過大となる傾向が強く、過熱により排気管が発火する恐れがあったため、DML30系へのインタークーラー装備による600 PS 化は見送られている。

### 変速機
液体式変速機はキハ90形がDW3B（3段6要素形）、キハ91 1がDW4A（1段3要素形・充排油式）、キハ91 2 - 8がDW4B（1段3要素形・充排油式）で、いずれも変速1段、直結1段となっている。これはキハ60系で採用された直結2段構成が、直結間切り替え時の過大な衝撃負荷によるクラッチ破損等の問題を引き起こした反省から、直結段を1段のみとしたものである。また、キハ91形はエンジントルクが大きいため、変速段の液体式変速機の構成を1段3要素に見直し、ストールトルクを抑え、また駆動軸もキハ90形が第2軸を駆動軸とする1軸駆動であったのに対し、第1・2軸を駆動する2軸駆動とされ、さらに変速機と車体内側寄りの第2動軸に装着されたGB115A減速機の間には、大出力エンジンの強トルクによって生じる反力を吸収するための反力軸と呼ばれるリンク機構（トルクロッド）も付加されている。DW3A・DW4A・DW4Bともに変速段数の少なさを補い、なおかつ中速域での出力を確保するため、高速域まで過回転状態のままで変速段で引っ張る設定にされている。この変速段使用時の変換効率は最良の条件（ピークは約62 km/h）でも80 % 前後で、液体式変速機としては一般的な性能であった。
もっとも、これは効率の悪い変速段を十分高速に達するまで常用するため、常時過回転状態に置くなど、エンジンに過大な負担をかける設計でもあった。さらに故障が非常に多かった。キハ181では変速機故障の割合が62.2％に及び、これによりエンジンカット→MT比低下による出力低下→過負荷→オーバーヒート→速度低下→運転不能といったケースに結び付き、割合以上に深刻な問題をキハ181にもたらした。
営業運転で多用される中速域で機関出力をフルに生かせないという本系列の走行特性は、ストールトルク比の小さい（ゆるい）トルクコンバーターと、直結段が1段しかないことから来ており、爪クラッチ式多段直結変速機が実用段階に入る1980年代末まで、長く日本の新系列液体式気動車のウィークポイントであり続けた。

### 逆転機
逆転機は従来の減速機と一体構造での台車トランサム（横梁）への装架がキハ91形の2軸駆動化により困難となり、また変速機との一体化による機構の簡素化なども目的として、液体変速機に内蔵とされた。このため各動力台車には、逆転機ではなく推進軸の方向転換と最終減速段を受け持つ減速機が各動軸に装架され、キハ91形では2基の減速機間は自在継手で連結された。

### 放熱器
大出力エンジンを使用するため、キハ90形・キハ91形には大容量放熱器（ラジエーター）が設けられた。ただし、通常の機関直結やVベルト駆動による強制通風式ではなく、コストダウンと機関出力の有効活用、それに冷却ファン排除による騒音・振動の軽減を目的として、相対風速を利用した自然通風による大形放熱器が屋根上に搭載され、外観上の一大特徴となった。端部の飾りグリルの形状は先行試作車では台形、量産先行車では丸みを帯びた弧形と形状が異なる。
しかし、山岳線区での低速運転時、特に登り勾配で断面が小さく、かつ長大な単線トンネルを走行する際などには、通風力が不足してオーバーヒートが頻発した。このため量産試作車では対策として電動式の補助送風ファンが屋根上の放熱器間に搭載されたが、この補助送風ファンの駆動にはエンジン直結の発電機からの電力供給が必要であり、その発電負荷の分だけ走行性能が低下し、ファンによる騒音と振動が発生し、更にはその保守コストも上乗せされることになった。この問題は比較的平坦な線形でしかもトンネルの少ない千葉地区での試用の段階ではほとんど露呈せず、小断面長大トンネルの多い中央西線での営業運転開始後、はじめて表面化した。このため、同系列はエンジンの故障抑止を目的としてスペック上は単独登坂が可能なはずの板谷峠での電気機関車による牽引登坂や、故障防止策としての燃料噴射ポンプの調整による定格出力の引き下げ、補助冷却器の床下への追加、あるいは運転曲線の見直しなどの対策を実施せざるを得なくなっている。

### 台車
動力台車は1軸駆動のキハ90形がDT35、2軸駆動のキハ91形がDT36（キハ91 1）・DT36A（キハ91 2 - キハ91 8）、付随台車はTR205（試作車）・TR205A（量産試作車）で、基本的な構造は全て共通である。
これらの台車は、延長リンクとウィングばねを組み合わせた、アルストム・リンク式軸箱支持機構の変形と言うべき独特の構造となっており、2軸駆動を実現する上で必要な推進軸が枕梁や心皿と干渉するのを回避するため、揺れ枕を廃した車体直結式空気ばねによる枕ばね部と、ED74形電気機関車で採用されたものと同様の、リンク連結による仮想心皿方式が採用されていた。
これらは本系列の運用期間中には特に致命的な問題は発生しなかった。しかし、その改良品に当たるDT36B・TR205B・TR205Cを採用したキハ181系は120 km/h 運転で常用されたこともあり、延長リンクが長く設計が適切でなかったことが原因で高速運転時に1軸蛇行動が発生しやすいことが指摘された。さらに側枠の亀裂などの深刻な問題が製造後約10年前後で頻発したため、その時点で在籍していた同系列の全車が側枠の新製交換で通常のウィングばね式台車（DT36C・TR205D・TR205E）に改造されており、基本設計が共通する本系列の台車についても同様に長期使用されたとすれば同種の問題が発生していた可能性が高い。

## 運用
落成した試作車は千葉気動車区に配置され、性能試験は当初房総西線で行われた。その後、名古屋第一機関区に転属し、量産試作車とともに中央西線および篠ノ井線で急行「しなの」として運用された。この試験結果を元に、キハ65形気動車やキハ181系気動車が登場した。
キハ181系による特急「しなの」の運転開始後は中央西線で急行「きそ」として運用され、1973年7月の中央西線・篠ノ井線電化完成によって165系電車に置き換えられるまで使用された。
本系列最後の運用の場となったのは、高山本線の急行「のりくら」のうち、名古屋 - 高山間の1往復であったが、機関の冷却性能不足と複雑な制御系に起因するトラブルは絶えなかった。さらには特殊な補修部品が枯渇したこともあり、1976年10月のダイヤ改正に先んじて同年9月3日にさよなら運転を行い、運用を終了した。
その後は車齢が10年未満で廃車手続きが困難であったことからしばらく保留車として留置されていたが、1978年（昭和53年）8月31日付で全車廃車となり、長らく保守を担当してきた名古屋工場で全車解体処分された。

## 新系列気動車の展開とその技術応用
キハ91形で試用されたDML30形機関は制式化され、その後のキハ181系などの特急形・急行形・普通形気動車に採用された。
中でもキハ65形は本系列直系の量産車というべき存在であり、在来型急行形気動車との混用を可能とするため、最高速度は低くなり、制動装置も従来の気動車とほぼ同じものに変更され、運転台周りの仕様が継承されず、また全車に強力な大形発電セットが搭載された関係で、自重増大を嫌って安価だが重い自然通風式放熱器も採用されなかったが、これら以外の基本設計の大半はキハ91形量産試作車のそれに依拠している。この系統はその後、汎用気動車としてのキハ66系へ発展し、更に大幅な性能引き下げの上で一般形気動車のキハ40系を派生してゆくこととなる。
これに対し、特急形のキハ181系は固定編成による限定運用で、在来型システムとの混用を考慮せずに済んだがゆえにキハ90系の制御システムを素直に継承し、重い発電セットを先頭車に集約搭載することで中間車に安価な自然通風式放熱器を採用した。急行形として汎用性が求められたキハ65形の構成とは対照的であり、結果的にキハ90系の要素技術は特急形と急行形で異なる2つの流れを形成したことになる。
なお、本系列では不採用となったキハ90形のDMF15形については、12系客車以降の床下発電セット用機関として制式採用され、その後キハ40系などにデチューンの上で転用されている。
本系列自体は製造後わずか10年で運行終了となったが、そこで試用された様々な要素技術はさまざまな欠陥や問題を内包しつつ、以後の国鉄気動車・客車に大きな影響を及ぼしており、国鉄気動車史上、重要な系列ということができる。